# Lijst van burgemeesters van Bokhoven
Dit is een lijst van burgemeesters van de voormalige Nederlandse gemeente Bokhoven tot die gemeente in 1922 opging in de gemeente Engelen.
| Ambtsperiode | Naam burgemeester                 | Partij of stroming | Bijzonderheden                               |
| ------------ | --------------------------------- | ------------------ | -------------------------------------------- |
| 1800 - 1825  | Hendrik Calff                     |                    |                                              |
| 1825 - 1847  | Antonie van Eijck                 |                    |                                              |
| 1848 - 1852  | Franciscus van Eijck              |                    |                                              |
| 1852 - 1864  | Franciscus (F.) van Calker        |                    | tevens burgemeester van Engelen (1833-1864)  |
| 1864 - 1889  | Adrianus Hubertus Egon de Bekker  |                    | tevens burgemeester van Engelen              |
| 1889 - 1916  | J. Versteeg                       |                    |                                              |
| 1916 - 1922  | Adrianus Petrus Josephus Willemse |                    | later burgemeester van fusiegemeente Engelen |